# José Miguel Blanco

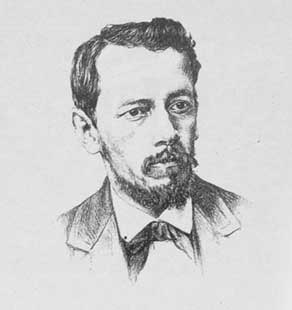
José Miguel Blanco

José Miguel Blanco Gavilán (* 16. Dezember 1839 in Santiago de Chile; † 4. Februar 1897 ebenda) war ein chilenischer Bildhauer.
Blanco besuchte in seiner Jugend Kurse bei Juan Bianchi am Instituto Nacional de Santiago. Ab 1858 studierte er bei dem französischen Bildhauer Auguste François an der Escuela de Bellas Artes. Bereits in dieser Zeit erhielt er für seine Arbeiten Preise des Salón Oficial in Santiago. 1867 ging er nach Paris, wo er zunächst bei dem Medailleur und Bildhauer Jean-Baptiste Farochon, ab 1869 bei Augustin-Alexandre Dumont an der École des Beaux-Arts studierte.
1875 kehrte Blanco nach Chile zurück und betätigte sich als Bildhauer, Autor von Kunstbüchern und Kunstfotograf. 1879 stellte er sein Projekt eines Kunstmuseums für Santiago vor, das 1880 mit Unterstützung des Generals und Mäzens Marcos Segundo Maturana und des Kulturministers Manuel García de la Huerta Pérez realisiert werden konnte. 1895 gründete er die Kunstzeitschrift El San Lunes und die Literaturzeitschrift El Taller Ilustrado. Für beide arbeitete er als Redakteur und Karikaturist.
Für seine Werke wurde Blanco in Chile und in Frankreich ausgezeichnet. 1942 waren sie Teil der Ausstellung Chilean Contemporary Art des
Toledo Museum of Art in den USA. Mehrere seiner Plastiken befinden sich im Besitz des Museo Nacional de Bellas Artes. In der Militärschule von Santiago stehen die Denkmäler von General Maturana und General Diego Dublé Almeida, in Copiapó das Monumento a las Glorias de Atacama und in Valparaíso das Monumento a Blanco Encalada. Neben Nicanor Plaza gilt Blanco als Begründer einer
eigenständigen chilenischen Bildhauerkunst.